# Crawfordsville (Oregon)
Crawfordsville – jednostka osadnicza w Stanach Zjednoczonych, w stanie Oregon, w hrabstwie Linn.